# Dock (informática)

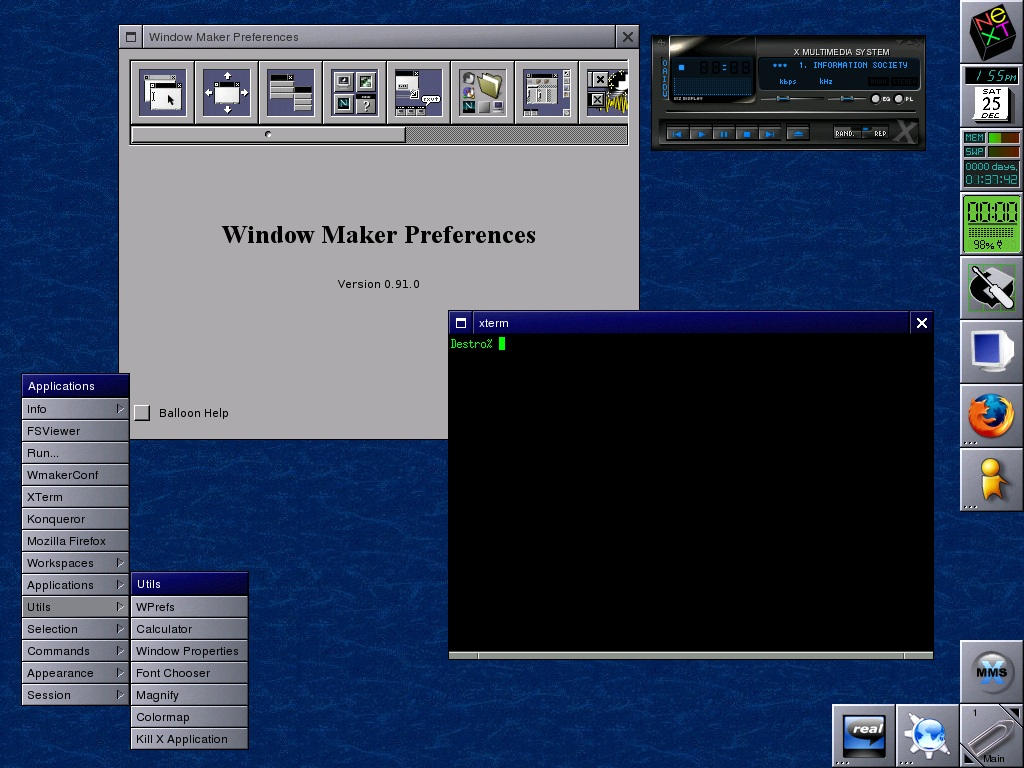
Dock do Window Maker, semelhante ao do NEXTSTEP

Uma dock ou Quick Launch bar é uma interface gráfica do usuário elemento que normalmente fornece ao usuário uma forma de lançar, alternando entre monitorar a execução de programas ou aplicações. O dock pode existir como uma entidade autônoma ou incorporadas dentro de um outro elemento GUI, como uma barra de tarefas.
A primeira aplicação conhecida do que hoje conhecemos hoje como um "Dock", é Icon bar (a barra de ícones) no RISC OS, lançado em 1987. 
Outras implementações iniciais do conceito dock incluem a Dock do lado direito da tela, na NeXT é sistema operacional NEXTSTEP em 1988 (o que levou a Apple Inc. ao Mac OS X). O Common Desktop Environment que Sun Microsystems e outros introduzidos em 1993 usa uma dock. Em 1994, OS/2 3.0 Warp também introduziu uma dock flutuante para sua interface semelhante no CDE.
Microsoft Office desde a barra de atalhos do Office 1993 entre a versão 4.0 e versões XP do produto, funcionalidade semelhante foi oferecido através de uma seção da barra de tarefas do Windows, em todas as variantes desde o Windows 98, ou Windows 95 ou sistemas NT 4.0 patched com o Windows Desktop Update.
AmigaOS 3.9 e versões mais recentes incluem um utilitário de encaixe padrão chamado AmiDock. Foi um utilitário de terceiros freeware que se tornou padrão de fato em versões anteriores AmigaOS 3.9, então, incluídos no sistema operacional desde o lançamento AmigaOS 3.9 em 2000. AROS Intel, clone baseado no AmigaOS mantém à disposição de seus usuários o utilitário freeware chamado Amistart, e deixá-los livres para instalá-lo. MorphOS tem a sua utilidade de dock próprio padrão incluído no sistema, mas não é compativel com Amiga Amidock.

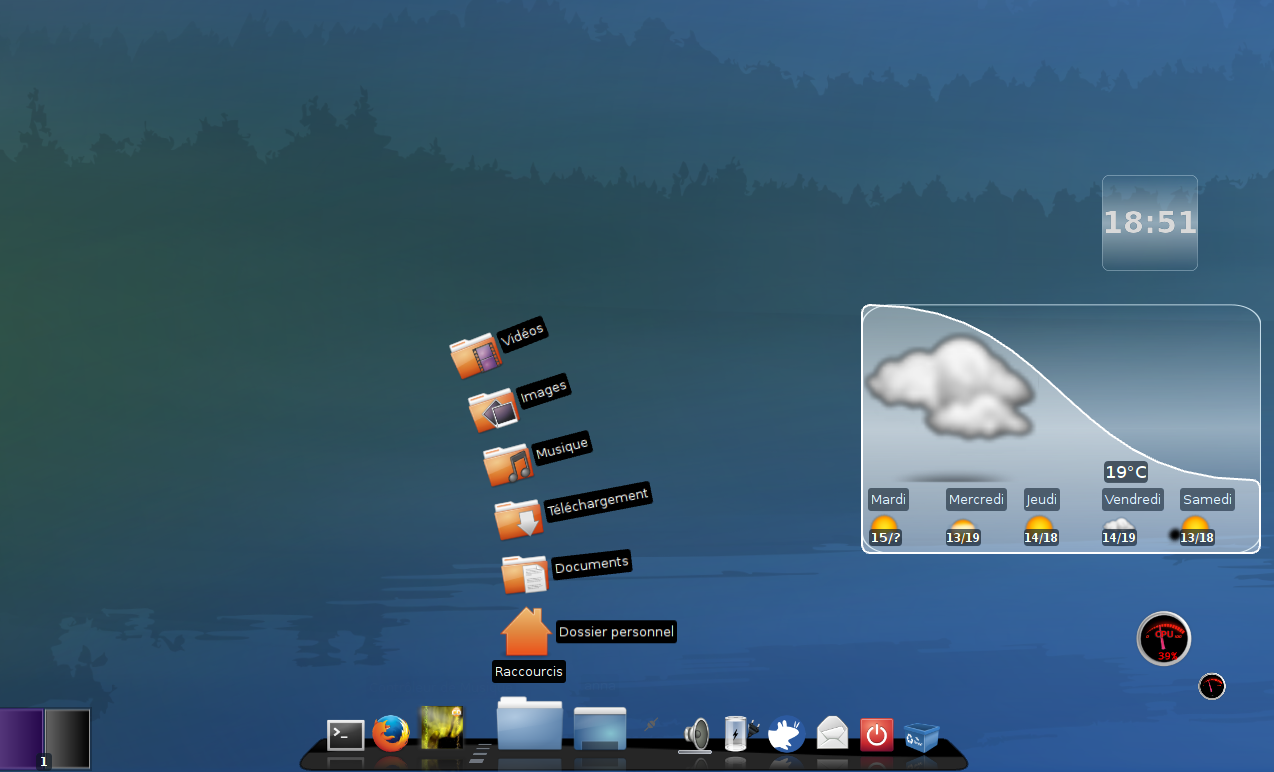
Dock do Cairo-Dock

Implementações dock de outros incluídos: Apple Newton OS em 1993 e iOS (iPhone OS Em 2007 a Junho de 2010), em 2007, e uma variedade de aplicativos de terceiros estão disponíveis que podem adicionar recursos dock para sistemas operacionais como o Microsoft Windows e Linux. A patente sobre a implementação de desktop da Apple foi pedida em 1999, um ano antes da nova interface Mac OS X foi pela primeira vez publicamente demonstrada, e concedida em outubro de 2008.
Primeiras versões beta da Be Inc BeOS tinha um ícone contendo dock localizada no lado esquerdo do ecrã, antes de desenvolverem a sua própria abordagem híbrida de barra de tarefas. O Xfce ambiente de desktop e o Étoilé ambiente de trabalho são projetos de código aberto que fornecem docks inspirados pelo CDE e Mac OS X, respectivamente.